# Villa Luvianos
Villa Luvianos (Etlan, en náhuatl) es una población mexicana y cabecera municipal de Luvianos; esta localidad ubicada al suroeste del estado de México, tiene una población de 7,546 habitantes.